# Krystyna Gaczek
Krystyna Anna Gaczek z domu Stefanowska (ur. 16 lipca 1952 w Zabrzu) – polska prawnik, sędzia, w latach 1997–2001 sędzia Trybunału Stanu.

## Życiorys
Pochodzi z górniczej rodziny. Córka Józefa, zamieszkała w Katowicach. Początkowo pracowała jako protokolantka w sądzie w Zabrzu i Sądzie Wojewódzkim w Katowicach. Ukończyła studia prawnicze na Uniwersytecie Śląskim i odbyła aplikację sądową, po czym w 1994 otrzymała nominację sędziowską. Jako pierwsza sędzia w Polsce orzekała w sprawie naruszenia tzw. ustawy antyaborcyjnej. Była m.in. prezesem Sądu Rejonowego w Chorzowie. W 2005 powołana na stanowisko sędziego Sądu Okręgowego w Katowicach. Zasiadała także w okręgowej komisji wyborczej w Katowicach.
W 1997 została wybrana na sędziego Trybunału Stanu z rekomendacji klubu Akcji Wyborczej Solidarność. Funkcję sprawowała do końca kadencji w 2001.

## Życie prywatne
Zamężna z Aleksandrem, byłym dyrektorem gabinetu wojewody katowickiego. Ma dwóch synów.